# 헌인릉

헌인릉의 오리나무 숲

헌인릉(獻仁陵, 사적 194호)은 서울특별시 서초구 내곡동에 있는 조선조 왕릉이다. 이 곳에는 조선 3대 임금 태종과 원경왕후 민씨의 능인 헌릉, 23대 임금 순조와 순원왕후 김씨의 능인 인릉이 있다. 1970년 5월 26일 대한민국의 사적 제194호로 지정되었다.
원래는 태종과 세종이 합장된 왕릉이었으나 7대 임금이자 세종의 둘째 아들인 세조가 세종의 능을 이장하자는 추진에 따라 예종 1년이 현재의 경기도 여주시로 이장하여서 태종의 능만 남았다가 후에 23대 임금인 순조가 안장되면서 현재의 헌인릉이 되었다.

## 개요

### 헌릉
헌릉의 능침
헌릉(獻陵)은 태종과 원경왕후를 같은 언덕에 봉분을 달리하여 안장한 쌍릉으로 두 봉분 모두 아래 부분을 병풍석(屛風石)을 둘러 세웠으며, 그 밖으로 각 봉분에 12간의 난간석으로 서로 연결하였다. 양석(羊石)과 호석(虎石) 각 4쌍, 상석(床石) 2좌, 망주석(望柱石) 1쌍을 3면의 곡장(曲墻)으로 감싸 안으며 봉분 위의 한 층이 이루어졌다.
그 아래로 한 단 낮추어 중간 층에는 문인석(文人石) 2쌍, 마석(馬石) 2쌍, 팔각형 명등석(明燈石) 2좌가 각 무덤에 설치되었고, 그 한 단 아래에 무인석(武人石), 마석 각 4좌가 아래 층을 이루고 있다. 웅장한 규모로 조선 왕릉중에 가장 크다고 전해진다. 특히 세종의 효심을 읽을 수 있는 배려가 곳곳에 숨어 있다. 승하 후 세종의 묘역도 유언대로 한동안 이곳 지역에 조성되어 있었다.
이렇듯이 헌릉의 석물은 고려시대 현릉·정릉(玄陵·正陵), 조선시대의 후릉(厚陵)과 같은 형태지만 망주석 이외는 각각 하나씩을 더 갖추고 있는 것이다. 이렇게 셋째 아들이었던 세종은 부친의 능지에 각별한 정성을 보였으며 난간석을 만들만큼 부모님의 화해를 원하였던 것으로 보인다.
세종은 죽어서도 부모곁에 묻히기를 바랄만큼 애틋한 사랑을 갖고 있었다. 승하하여 18년간 이곳 헌릉의 서쪽편에 모셨다가 예종(睿宗) 원년(1469년)에 지금 경기도 여주의 영릉으로 모셨다. 헌릉에는 쌍봉으로 있는 봉분 언덕 아래에 정자각(丁字閣), 2기의 신도비가 있는 비각(碑閣), 그리고 입구에 홍살문(紅箭門)이 있다.
문화재청은 2013년 7월 16일 '서울 태종 헌릉 신도비'를 국가지정문화재인 보물로 지정했다. ‘서울 태종 헌릉 신도비(보물 제1805호)’는 조선 태조의 다섯 째 아들로 조선왕조 국기를 튼튼히 다졌던 제3대 임금 태종 이방원의 생애와 업적을 기리기 위해 비문을 새겨 세운 것으로 1422년(조선 세종 4년)에 세웠다. 이 신도비는 태종의 생애와 업적을 기리기 위해 그의 일대기를 담아 세운 비이다. 비문은 변계량(1369~1430)이 지었다.

### 인릉

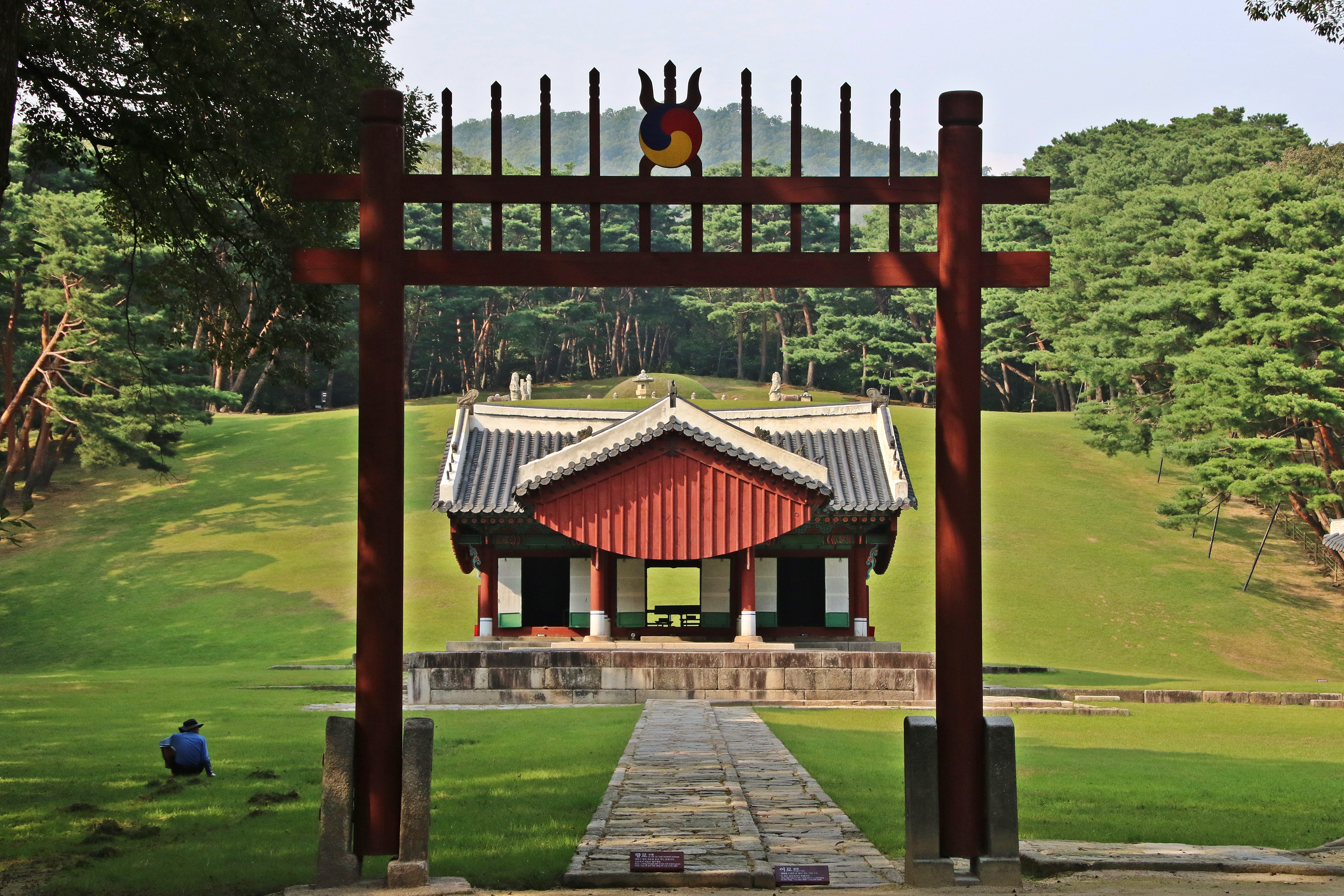
인릉 홍살문

인릉은 순조와 순원왕후를 같은 언덕에 합장한 봉분으로서 무덤 아래에 병풍석은 없이 12간의 난간석을 둘렀으며, 그 주위로 양석과 마석 각 2쌍, 상석 1좌, 망주석 1쌍을 3면의 곡장으로 에워쌌다. 한 단 아래에 문인석과 마석 1쌍, 명등석 1좌를 설치하고, 그 아래에 무인석과 마석 각 1쌍을 배치하였다.
문인석과 무인석의 조각은 사실적으로 새겨져 섬세하고 아름답다. 무덤 언덕 아래에 정자각, 2기의 비석이 있는 비각, 그리고 입구에 홍살문이 있다. 홍살문 남쪽 도로변에 있는 재실은 당초에는 능역 안에 있었으나, 그 중간 부분이 6·25 이후 농지로 개간되어 서로 떨어져 위치하게 되었다.

## 같이 보기
- 조선의 왕릉
- 서울 태종 헌릉 신도비

## 참고 자료
- 헌인릉 - 국가유산청 국가유산포털
- 「한권으로 읽는 조선왕조실록」, 태종의 가족들, 박영규 저, 웅진닷컴(2004년, 47~70p)
- 「세종의 수성 리더십」, 천하를 다스리는 것은 배움에서, 박현모 저, 삼성경제연구소(2006년, 38~45p)
- 「풍수지리 교과서」, 음택·토지 길흉 판단의 실전, 고제희 저, 문예마당(2009년, 257~304p)